# Össlövs skeppssättning
Össlövs skeppssättning i Berga socken i Ljungby kommun är Smålands största skeppssättning. Den är 42 meter lång och 13 meter bred och består idag av 29 klumpstenar, ursprungligen var det sannolikt fler. Skeppet är vinklad i nord-sydlig riktning och den norra stävstenen är den högsta, en meter hög.
Skeppssättningen ligger mellan E4:an och Lagan fem kilometer norr om Ljungby och är omgiven av åkermark. Omkring 100 meter öst om skeppssättningen ligger två gravfält på en åsrygg som består av gravhögar och resta stenar. På ett gravfält undersöktes ett brandlager vid en rest sten på 1940-talet. I detta fanns mycket starkt brända ben, en förbränd pärla och en fällkniv. Kniven är möjligen den äldsta kända i Sverige och förvaras Historiska museet i Stockholm.

## Fotnoter
1. ↑  Riksantikvarieämbetet, 152:1.
2. ↑  Riksantikvarieämbetet, 151:1.
3. ↑  Riksantikvarieämbetet, 154:1.